# پرندگان آمریکا (فیلم)
پرندگان آمریکا (به انگلیسی: Birds of America) یا قوانین حرکت (به انگلیسی: The Laws of Motion) فیلمی محصول سال ۲۰۰۸ و به کارگردانی کریگ لوکاس است. در این فیلم بازیگرانی همچون متیو پری، بن فاستر، جنیفر گودوین، لورن گراهام، هیلاری سوانک و زوئی کراویتز ایفای نقش کرده‌اند.